# Bonners Ferry
Bonners Ferry – miasto w Stanach Zjednoczonych, w stanie Idaho, siedziba administracyjna hrabstwa Boundary.